# Křižanov højlandet
Křižanov-højlandet (tjekkisk: Křižanovská vrchovina, tysk: Krischanauer Bergland) er et højland og en geomorfologisk mesoregion i Tjekkiet. Det ligger hovedsageligt i Vysočina-regionen.

## Geomorfologi
Křižanov-højlandet er en mesoregion af det Bøhmisk-mæhriske højland inden for det Bøhmiske massiv. Det grænser op til andre mesoregioner i det bøhmiske-mæhriske højland.
De højeste toppe er Harusův kopec på 741 moh. over havets overflade, Špičák på 734 m, Mařenka på 711 m , Ještěnice på 710 m, Havlína på 706 m og Kyjov på 703 moh.

## Geologi
Højlandet udgør sammen med tærsklen for det øvre Svratka-højland og Jevišovice-højlandet den vest-mæhriske del af den moldanubiske zone.

## Pædologi
Den primære sammensætning er migmatit, granit og gneis. Jordbunds horisonten er hovedsageligt fluvisol og cambisol.

## Geografi
Området har en hesteskoform, der strækker sig fra Tišnov i øst, til Žďár nad Sázavou i nordvest og Jemnice i sydvest. Højlandet har et areal på 2.722 km2  og en gennemsnitlig højde på 536 moh.
Floderne Jihlava, Oslava og Thaya har deres udspring her.
De mest befolkede byer i territoriet er Jihlava (mindre del), Žďár nad Sázavou, Velké Meziříčí, Nové Město na Moravě, Dačice, Třešť og Velká Bíteš.

## Vegetation
Bjergkæden er 47% skovklædt, med plantager med graner, lind, ahorn og birk.